# يوهانا فوكاليك
يوهانا وكاليك (بالألمانية: Johanna Wokalek )‏ (و. 1975  م) هي ممثلة مسرحية، وممثلة أفلام ألمانية، ولدت في فرايبورغ.

## التعليم
تعلمت في جامعة الموسيقى والفنون التعبيرية في فيينا.

## جوائز
حصلت على جوائز منها:
- جائزة نستروي [الإنجليزية]‏.

## وصلات خارجية
- يوهانا فوكاليك على موقع IMDb (الإنجليزية)
- يوهانا فوكاليك على موقع ميتاكريتيك (الإنجليزية)
- يوهانا فوكاليك على موقع روتن توميتوز (الإنجليزية)
- يوهانا فوكاليك على موقع مونزينجر (الألمانية)
- يوهانا فوكاليك على موقع قاعدة بيانات الأفلام العربية
- يوهانا فوكاليك على موقع ألو سيني (الفرنسية)
- يوهانا فوكاليك على موقع ميوزك برينز (الإنجليزية)
- يوهانا فوكاليك على موقع أول موفي (الإنجليزية)
- يوهانا فوكاليك على موقع قاعدة بيانات الأفلام السويدية (السويدية)
- يوهانا فوكاليك على موقع ديسكوغز (الإنجليزية)